# Chillin Homie
Чон Усон (кор. 전우성, нар. 3 вересня 1999, Похан, Ґьонсанбук-до, Південна Корея), відомий за псевдонімом Chillin Homie (кор. 칠린호미) — південнокорейський репер із лейблу Mine Field, що входить до AP Alchemy. Дебютував 2018 року під лейблом Dynasty Music. Учасник декількох сезонів південнокорейського шоу Show Me the Money. В своїх піснях часто повторює фразу «Big 4 Life» як і інші учасники крю NFL.

## Життєпис
Народився 3 вересня 1999 року в Похані, Ґьонсанбук-до, Південна Корея.
Наразі є частиною крю NFL (Naughty 4 Life).

## Фільмографія
- SHOW ME THE MONEY 777 — учасник
- SHOW ME THE MONEY 8 — учасник
- SHOW ME THE MONEY 9 — учасник
- SHOW ME THE MONEY 11 — учасник
- HIGH SCHOOL RAPPER 3 — запрошений на фіт для пісні ITOWNKID — «Go Fi Dem (feat. Chillin Homie)»
- Drop The Bit — запрошений на фіт для пісні KHAN, OXYNOVA — "Ouu Ouu (feat. Chillin Homie, Blase)

## Chillin Homie та Україна
8 березня 2023 року репер Чілін Гоумі виклав в історії Інстаграму фото у світшоті, що є частиною колекції Гоші Рубчінскоґо — російського дизайнера, що підтримує геноцид українців, який скоює росія.
Це викликало обурливу реакцію українських фанатів, які одразу ж звернулись із проханнями видалити фото та викинути ганчір'я, на що репер заявив: «Це лише бренд, не будьте такими серйозними» та «Я не мав поганих намірів», після чого українська спільнота ще більше розлютилась та продовжила свій шакалячий експрес, штормуючи коментарі під постами Чілін Гоумі.
Спочатку репер просто закрив коментарі, але згодом все ж видалив та виклав в історію звернення: «Привіт, це Чілін Гоумі. Я б хотів щиро вибачитись перед тими, кого образила футболка, яку я одягнув у вчорашньому пості. Я не мав поганих намірів, однак я повністю розумію, яким невігласом я був. Ще раз, мені справді шкода. Я молюсь за Україну і абсолютно точно НЕ підтримую тероризм та воєнні злочини, які відбуваються.»
Історія знайшла своє продовження у день випуску кліпу «Risk» (27.06.2023) на YouTube-каналі Naughty 4 Life Official. В цьому кліпі Чілін Гоумі був одягнутий у ту саму футболку, яку у відео майже не видно. Але у описі окрім лірики знаходилось також послання: «Привіт, це Чілін Гоумі. Я б хотів вибачитися за те, що одягнув футболку зроблену Гошею Рубчінскім, на якій є російський прапор, у моєму новому музичному відео. На жаль, я дізнався про цю помилку лише після того, як відео було зняте. Однак, для мене важливо повідомити, що я не підтримую росію і їхню війну в Україні. Я молюсь за Україну і бажаю, щоб мир було відновлено у найближчому майбутньому».